# Pokal'ky
Il Pokal'ky (in russo Покалькы?, obsoleto: Поколька, Pokol'ka,) è un fiume della Siberia Occidentale, affluente di sinistra del fiume Taz. Scorre nel Nižnevartovskij rajon del Circondario autonomo degli Chanty-Mansi-Jugra e nel Krasnosel'kupskij rajon del Circondario autonomo Jamalo-Nenec, in Russia.
Il fiume ha origine nella palude Kekynkuj, scorre in direzione per lo più settentrionale e sfocia nel Taz a 913 km dalla foce ad un'altitudine di 42 metri sul livello del mare. La lunghezza del fiume è di 260 km, l'area del bacino è di 3 710 km².
Nel 1974, fu calcolato il centro geografico dell'Unione Sovietica, che si rivelò essere nella zona delle sorgenti del fiume Pokol'ka (62°30′N 82°30′E). Nel giugno dello stesso anno, una spedizione raggiunse il luogo calcolato e vi installò un cartello commemorativo temporaneo.